# アルフレッド王の塔
アルフレッド王の塔（アルフレッドおうのとう）は、イギリスのサマセットに建つフォリー（庭園向けの装飾用建築物）である。塔の建つナショナル・トラスト内のキングセトルの丘（Kingsettle Hill）は、サマセットとウィルトシャーの境界付近で、ウィルトシャーのストウヘッドエステートに面している。塔はイギリス政府によってイギリス指定建造物一級（Grade I）に指定されており、政府の地域下部組織の許可なく増改築や取り壊しが禁じられている。
1760年代、イギリスの銀行家ヘンリー・ホーア（Henry Hoare Ⅱ） は七年戦争の終戦と、ジョージ3世 (イギリス王)の即位を記念して塔を建てることを計画した。塔の建設地には、かつてウェセックス王アルフレッド大王が878年のエディントンの戦いの前にアングロサクソン族を結集させたエグバードの石（Egberts's Stone）の近くが選ばれた。塔は1769年に着工し、1772年に完成した。
第二次世界大戦中の1944年、塔の頂部にアメリカの飛行機が衝突し損傷したが、1980年代に修復された。
塔の高さは49メートルで、内部は空洞になっている。塔の断面は三角形に近いが、角は円形に張り出し、まるで三本の塔が連結されているように見える。三つの角のうち一つは内部に螺旋階段があり、塔の頂部まで登ることができる。塔には、アルフレッド大王の像と石碑が納められている。

## 場所
塔の建設位置は、「エグバートの石」と呼ばれる岩の近くが選ばれた。この岩は、ウェセックス王アルフレッド大王が878年のエディントンの戦い（またはエサンダンの戦い）の前に、サクソン人を結集させ、グスルムの率いるオランダ軍が敗れた地である。この地は、リーランド歩道（全長45km）の出発地点であり、歩道は南西に延びハムヒル・カントリーパークまで続いている（※カントリーパークとは、イギリスの地方自治体または個人によって運営される保養地区）。

## 歴史
塔の建設計画はイギリスの銀行家ヘンリー・ホーア（1705-1785）によって1762年に構想された。塔の建設は、フランスとの七年戦争の終戦記念と、ジョージ三世の即位記念の意味があった。
アルフレッドの塔は、イングランドの景観の特質の記念碑であり、それに値する愛らしさを覚える憩いの場所への記念碑でもあり、そしてひとつ残らず、イングランドの景観の素晴らしい恩人たちの中でまちがいなく覚えておくべきであるものへの記念碑である。—Christopher Hussey, Country Life, 1938年6月11日、
1765年、パッラーディオ建築の建築家ヘンリー・フリットクロフトが、アルフレッド王の塔を設計した。塔の建設は、5000ポンドから6000ポンドの費用をかけて、1769年か1770年初頭に始まり、1772年に終わった。レンガの確保の困難によるある程度の遅延があったと思われる。塔の建設は、単なる記念碑としての目的だけではなく、ストウヘッドエステートの公園を周遊する人のための目立つ目印を提供する目的もあった。1770年の4月には、塔はわずか4.7メートルだった。ホーアは「アルフレッド大王が栄光の生涯を終えた時のように、それ（塔の建設）が、この島にとって幸福なときに完遂されてほしい。それではじめて私は安らかに逝ける」と言ったと伝えられている。
1944年、ノールダイン ノースマンの飛行機が霧の中アルフレッドの塔に衝突し、五名のアメリカ人の乗員が死亡し、塔の先端10メートルは損傷した。1961年には、イギリス指定建造物一級に登録された。1986年の修復工事では、ウェセックス・ヘリコプターを使い、300キログラム（661ポンド）の石組みを頂上に下ろした。この時、アルフレッド王の像も修復され、失われた右前腕の交換も行われた。

## 建築

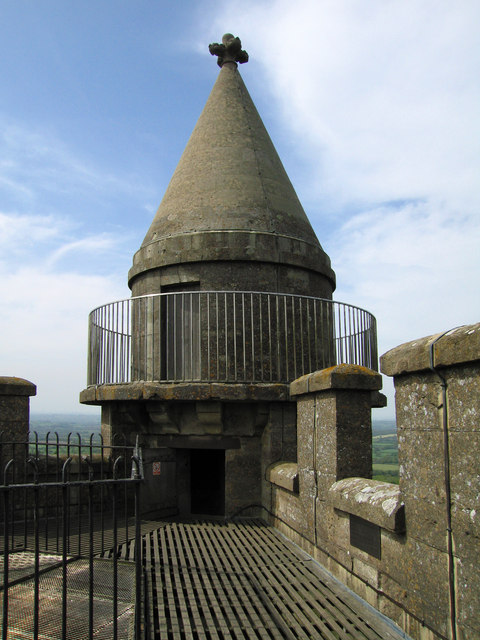
螺旋階段のある塔の最上部

塔全体の高さは49メートルあり、三角柱状の塔とその上の櫓から構成されている。
三角柱状の塔は、周囲長が51メートルあり、高さは40メートル以上ある。三角柱の3つの角にはそれぞれ側防塔に似た丸い突起があり、窓が並ぶ。塔の中央は空洞で、その空間に鳥が入らないように、屋根の高さに網が付けられている。塔の頂部には、銃眼のついた欄干のある展望台があり、周囲の田園風景を見渡せる。展望台へは、入り口から最も遠い角にある205段の螺旋階段で登ることができる。レンガ造りの塔は、チルマーク石（ウィルトシャーで産する石灰岩）の作る細い横縞によって飾られ、その上に庇がある。
塔の南東面には、尖頭アーチの入り口、アルフレッド王の像、碑文が刻まれた石板（下画像）がある。ストウヘッド・ガーデンから歩いてきたり、近くの駐車場から歩いてきたりすると、ほとんどの訪問者が最初に目にすることになるのがこの面である。

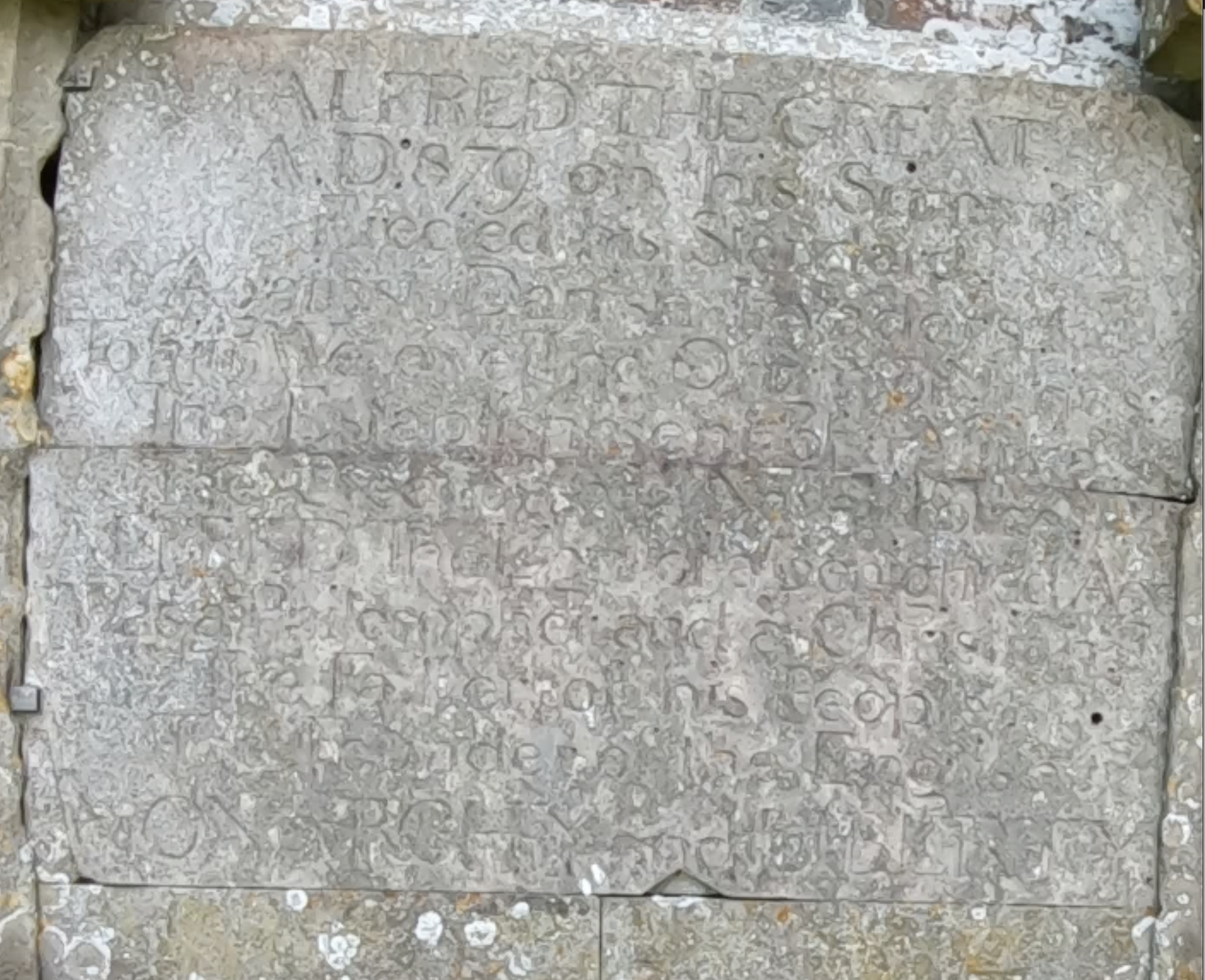
入り口の8メートル上にある飾り板

### 碑文

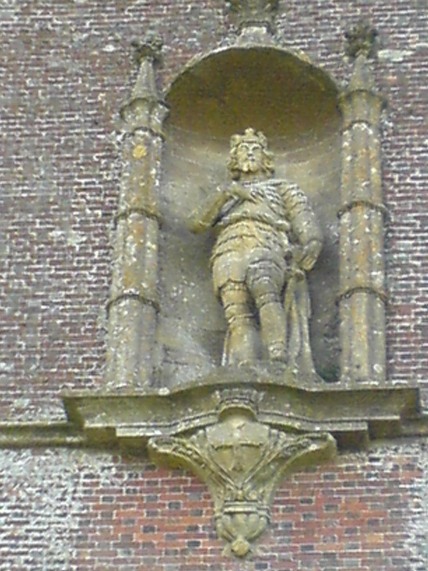
入り口上にあるアルフレッド大王の像

ストウヘッドの地所周辺には、いくつかの碑文がある。碑文の刻まれた石板は状態が悪く、修復が必要である。1762年に起草され、1772年に設置された。塔の東面にある扉の上の石板にはこうある：
アルフレッド大王

西暦879年、この頂上に

旗を立てた

デンマークの侵略者に対抗して

彼に我らは借りがある、陪審の起源

民兵の創設

海軍の創造

アルフレッド 盲目の時代の光

哲学者でありキリスト教徒であった

国民の父

イギリスの創始者

王権と自由

## 大衆文化
この塔は、トーマス・ハーディの詩『海峡の砲撃』（1914年4月作）の中で、「はるか内陸」の場所として言及されている。